# Orfeusz grający zwierzętom (obraz Michaela Willmanna)
Orfeusz grający zwierzętom – obraz Michaela Willmanna z ok. 1670 roku pochodzący ze zbiorów Maltzanów w pałacu w Miliczu, obecnie w zbiorach Muzeum Narodowego we Wrocławiu.
Obraz przedstawia greckiego herosa Orfeusza, syna Apolla i muzy Kaliope, grającego nie na lirze, tylko na harfie i bardziej przypomina śpiewającego psalmy biblijnego Dawida. Stanowi pendant do zaginionego płótna Willmanna Obdarcie Marsjasza ze skóry. Oba obrazy prawdopodobnie zostały wykonane dla jednej ze śląskich kolekcji szlacheckich. Wiele wizerunków poszczególnych zwierząt jest identycznych z animalistycznymi przedstawieniami w dwóch innych obrazach Willmanna: Raj oraz Sześć dni stworzenia, co wskazuje na wykorzystanie przez malarza tych samych graficznych pierwowzorów. Treści chrześcijańskie przedstawione zostały tu w kostiumie antycznym. Obraz można odczytać jako przypowieść pouczającą, że modlitwa może przezwyciężyć słabość grzesznego ciała, którą symbolizują zwierzęta, i wznieść się ku Bogu.
Obraz odnalazła przypadkowo Bożena Steinborn na strychu Domu Kultury w Miliczu w 1955 roku Po regeneracji zmatowiałych werniksów z dwóch przywiezionych do Wrocławia obrazów okazało się, że to autentyczne dzieła Willmanna: Porwanie Prozerpiny oraz Orfeusz grający zwierzętom.